# 暴龍標本

數個著名暴龍標本與人類的體型相比。從左到右分別為：蘇、AMNH 5027、斯坦、珍

君王暴龍（Tyrannosaurus rex）是最著名的非鸟恐龙之一，目前已有數個著名的標本，這些標本因為它們在科學上的重要性，或是大眾媒體的報導，而受到一定程度的關注。

## 早期發現
暴龍的模式標本（最初的編號是AMNH 973）是一個部份顱骨及骨骸，是在1902年發現於蒙大拿州，並在三年後挖掘出土。在1900年，美國自然歷史博物館的副館長巴納姆·布朗在懷俄明州發現了第二個暴龍骨骸（編號AMNH 5866），被命名為Dynamosaurus imperiosus（意為「蠻橫的」+「強壯的蜥蜴」），公佈於亨利·費爾費爾德·奧斯本（Henry Fairfield Osborn）在1905年命名暴龍的同一份研究裡。在這份研究公佈時，這些化石仍在處理中，而暴龍的模式標本還沒完全的出土。在1906年，經過更進一步的化石處理與研究過後，奧斯本確認這兩個屬是同種動物。由於在1905年的研究中，君王暴龍這名稱較早出現，因此被認為具有優先權。假如該研究的目錄不是暴龍，Dynamosaurus將成為目前的正式名稱。

### 模式標本

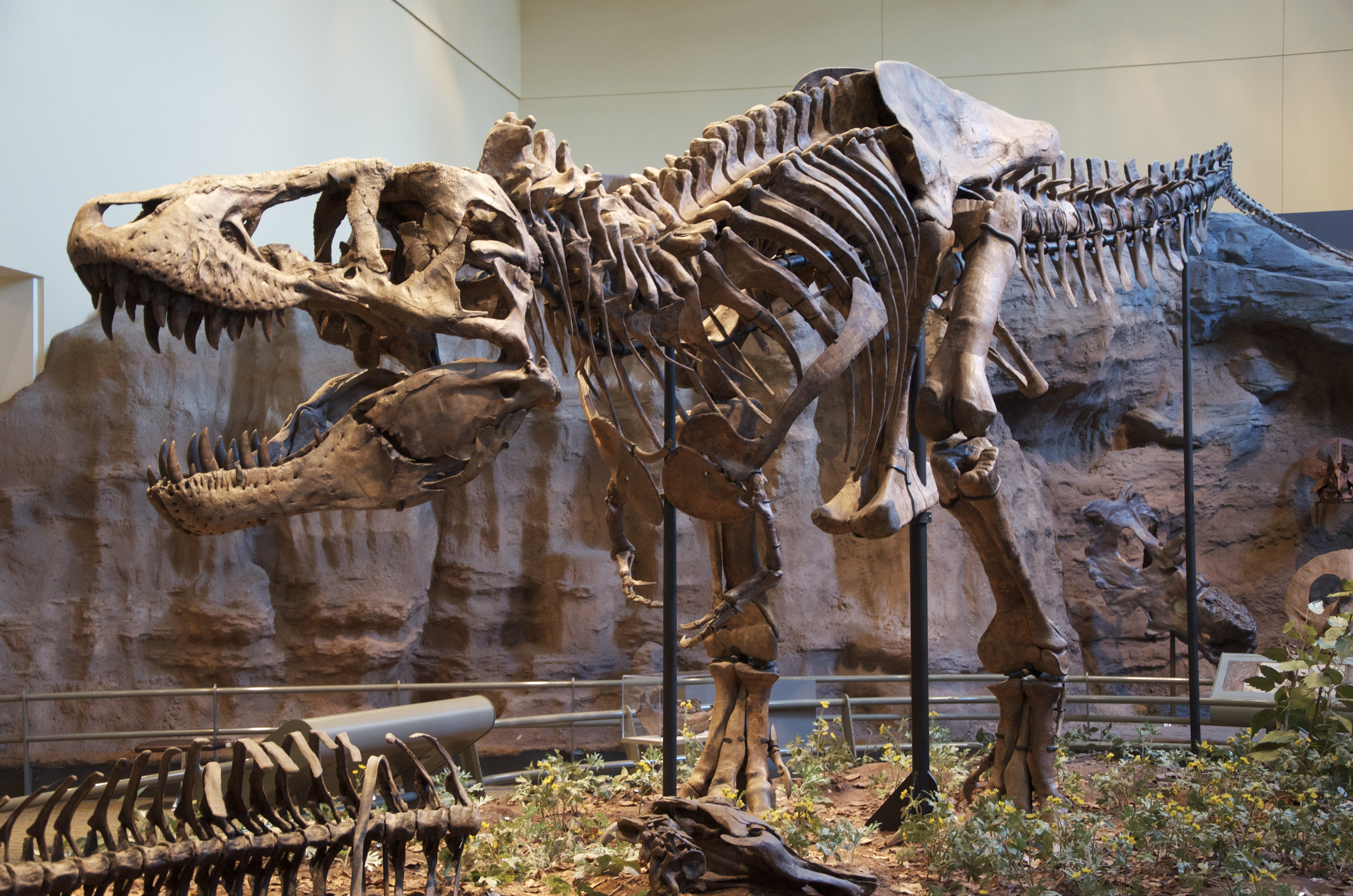
暴龍的模式標本

雷克斯暴龍的模式標本（編號CM 9380）是在1902年由巴納姆·布朗所發現。布朗將這個發現通知奧斯本，而在三年後將它挖掘出土。
在奧斯本在1905年公佈暴龍以前，對於掠食性恐龍的研究多來自於侏儸紀的肉食龍下目恐龍，而且有論點認為小型獸腳亞目的前肢骨頭混雜在其中，因此暴龍的前肢被謹慎地重建。在1941年，美國加入第二次世界大戰，美國自然歷史博物館為了避免遭到轟炸，因此將暴龍的模式標本賣給匹茲堡的卡內基自然歷史博物館，目前仍在該博物館展示中。這個標本的編號因此從AMNH 973改為CM 9380。在當時，暴龍的尾巴備重建成三腳架型態，類似袋鼠。而目前則多將暴龍的步態重建成與地面保持水平的狀態。

### AMNH 5027

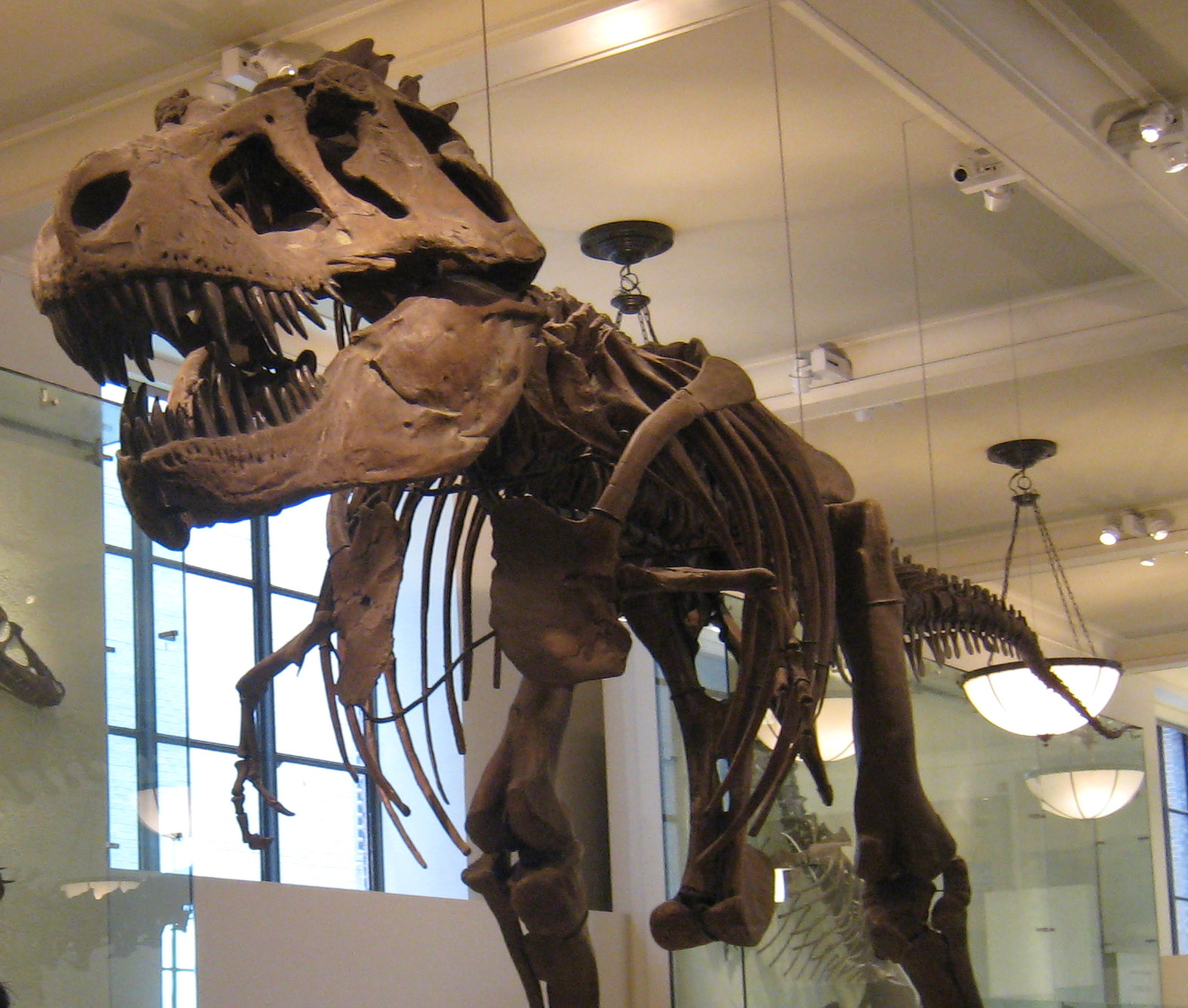
編號AMNH 5027的暴龍標本，位於美國自然歷史博物館

在1907年，巴納姆·布朗在蒙大拿州發現了一個暴龍化石（編號AMNH 5027），並在第二年命名了這個標本。在發現這個標本以前，科學家們並不清楚暴龍的頸椎模樣；這個標本的發現，使科學家們了解暴龍具有粗短的頸部。與之後的暴龍標本相比，AMNH 5027標本的頸椎較為纖細，因此後來的研究開始辨別出暴龍科與肉食龍下目的頸部差異。這個標本同時也是首次發現的完整暴龍頭顱骨。總計，巴納姆·布朗共發現了五具暴龍的部份骨骸。

## 蘇

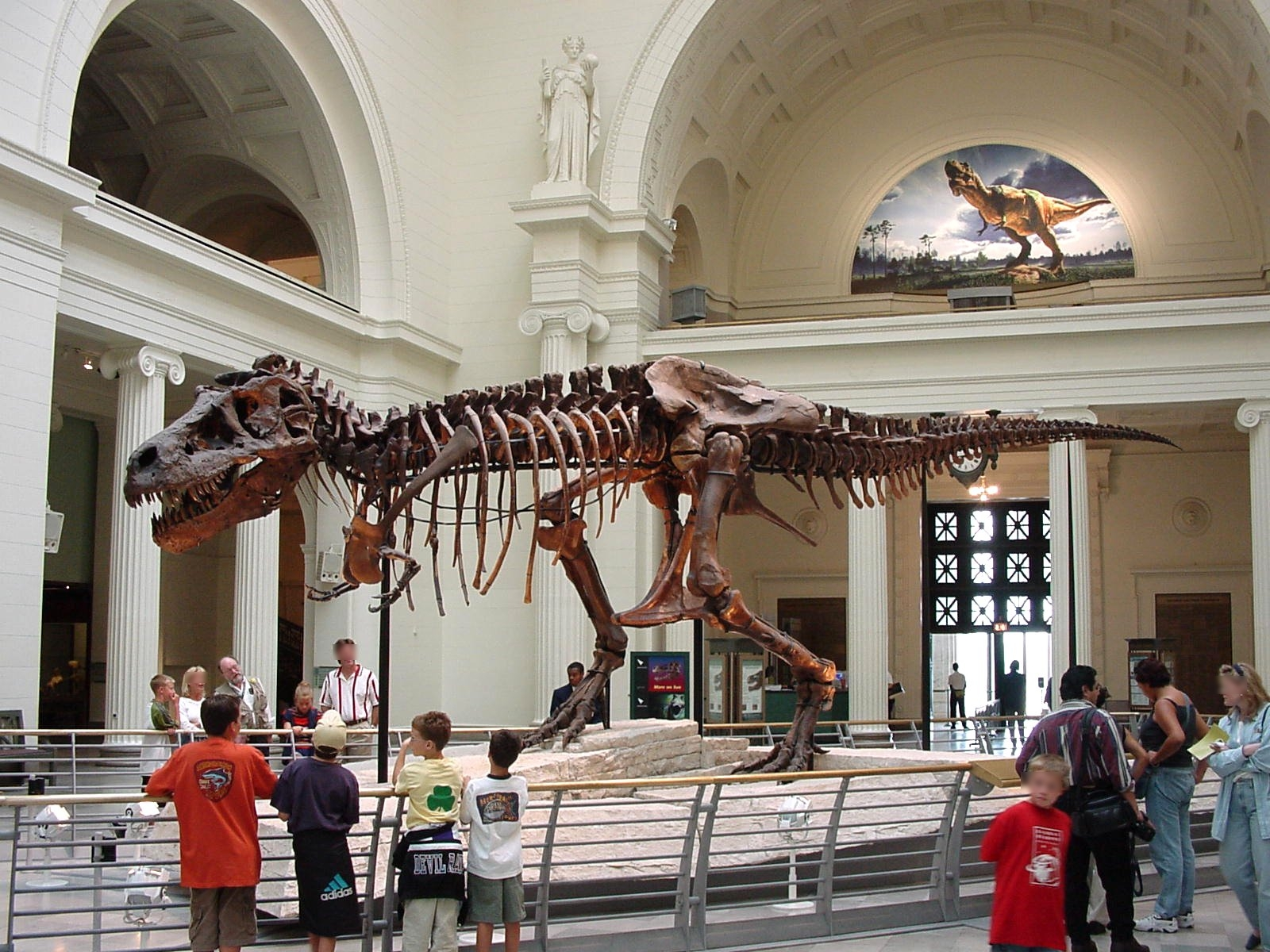
著名的「蘇」標本。位於芝加哥菲爾德自然歷史博物館

在1990年8月，業餘古生物學家苏·亨德里克森在南達科他州費斯郡的海爾河組地層發現了一個暴龍化石（編號FMNH PR2081），該化石的完整度超過90%，是2001年以前最大型、最完整的的暴龍化石。這個化石被命名為「蘇」（Sue），以紀念她的發現，但也發生了所有者的糾紛。「蘇」的發現處位於夏安河印地安保留區內，土地的擁有權屬於莫里斯·威廉斯（Maurice Williams）家庭，一個蘇族印地安人家庭。在1992年，莫里斯·威廉斯宣稱具有「蘇」的擁有權，因此黑山地質研究機構支付他5,000美元。該地的夏安河蘇族部落也宣稱具有擁有權。

## 史丹

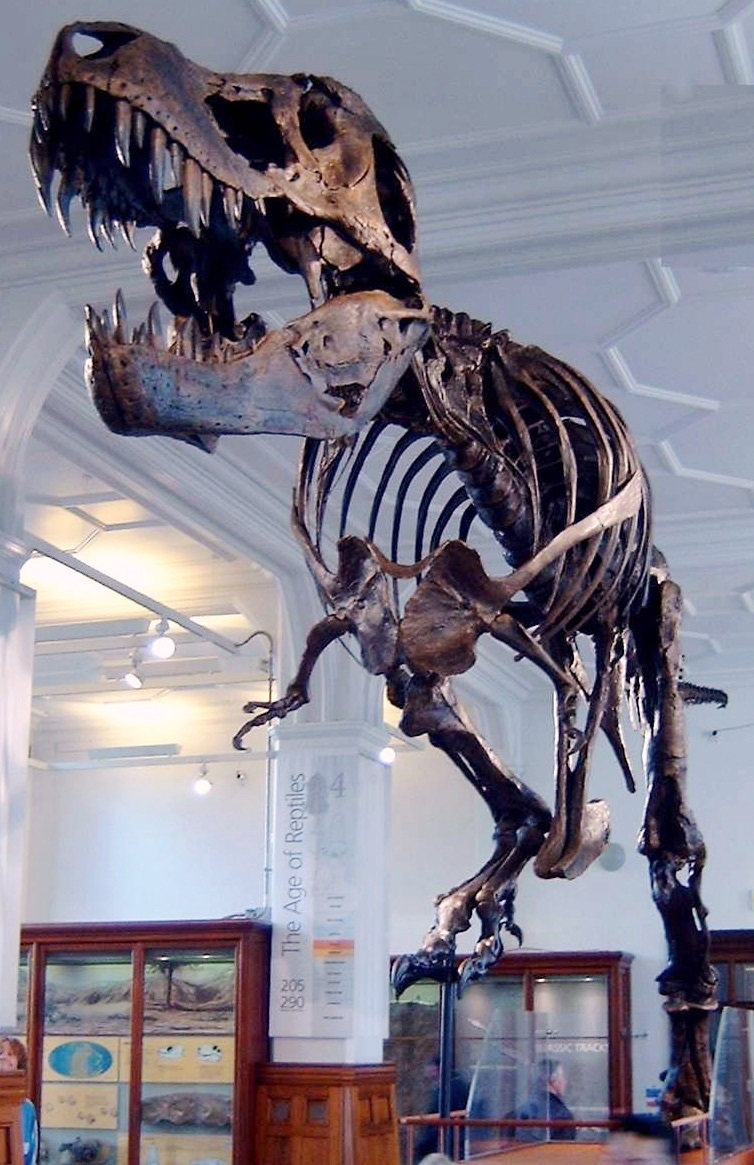
「史丹」標本。位於曼彻斯特博物館。

在1987年春季，另一位業餘古生物學家史丹·薩克理森（Stan Sacrison），在南達科他州水牛鎮附近的海爾河組地層發現了另一個著名暴龍化石（編號BHI 3033），名為「史丹」（Stan），以發現者為名。
「蘇」與「史丹」都是由彼得·賴森（Peter Larson）所鑑定。賴森在「史丹」上發現了許多非致命性的傷口，包括數根斷裂且癒合過的肋骨、一個斷裂且癒合過的頸椎、臉頰處有癒合過的傷口、頭後側有個顯目的缺口，直徑約1公吋，大約是暴龍牙齒的大小。頭後的傷口上有個薄的骨層，顯示「史丹」並沒因為這個傷口而死。

## 珍

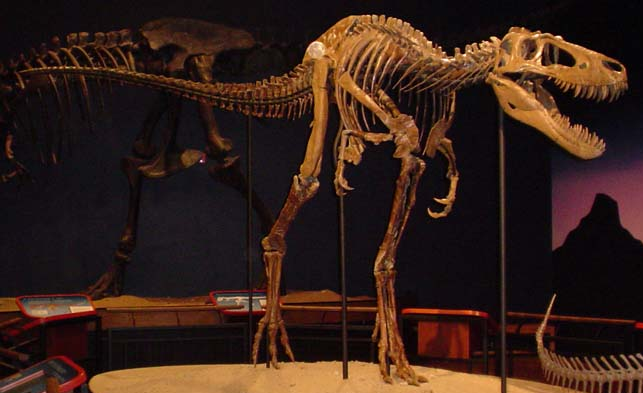
「珍」，位於伊利諾州的伯比自然歷史博物館

在2001年，伊利諾州伯比自然歷史博物館的挖掘團隊發現一個幼年暴龍骨骸（編號BMRP 2002.4.1），完整度接近50%，位於蒙大拿州海爾河組。這個化石被暱稱為“珍”（Jane），身長6.5公尺，起初被認為屬於一種矮小的暴龍科動物，名為矮暴龍，但後來的研究發現“珍”可能是隻幼年暴龍。大部分的科學家因此認為，矮暴龍其實是幼年暴龍，但也存在者反對的意見。

## B-雷克斯

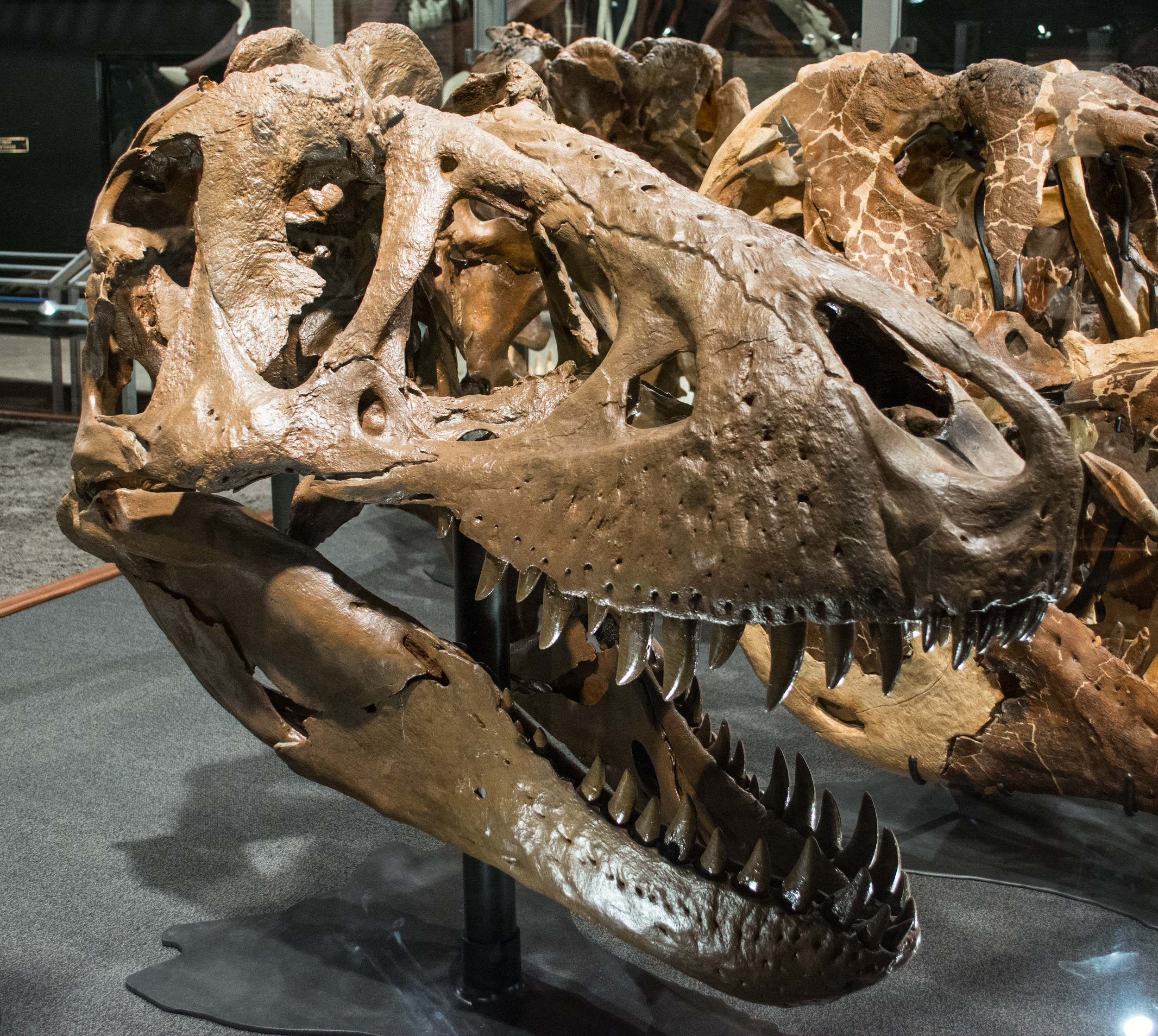
B-雷克斯的頭骨

在2005年3月份的《科學》雜誌中，北卡羅萊納州立大學的瑪莉·海格比·史威茲（Mary Higby Schweitzer）與其同事，宣佈在一個暴龍腿部骨頭的骨髓中發現了軟組織。這個化石（編號MOR 1125，也名為「B-雷克斯」）是在海爾河組發現，化石年代為6800萬年前。這個化石在裝運過程中斷裂，因此並沒有以正常方式來保存。目前已經鑒定出分叉的血管，以及纖維狀的骨頭組織。此外，骨頭組織中具有類似血球細胞的微小組織。這個骨頭的結構類似鴕鳥的血球細胞與血管。關於這些組織的真實身分，研究人員目前還沒有確定地做出定論。如果這些軟組織是未被化石化取代的生前組織，其中的蛋白質可用來间接获取恐龍的DNA信息，因為每一种蛋白都由特定的基因所编码。傳統的看法認為軟組織不可能被保存下來，因此過去未曾進行過相關的檢驗，所以也沒有發現過骨頭內的軟組織。自從這個發現以來，目前有另兩個暴龍類與一個鴨嘴龍類化石被發現具有類似的軟組織。相關的軟組織研究認為這個發現證明鳥類是暴龍科的近親，而離其他現代動物較遠。

## 外部連結
- Listing of Tyrannosaurus rex specimens at The Theropod Database.
- The Black Hills Institute's article on Stan （页面存档备份，存于）
- AMNH Article on the First Tyrannosaur specimens
- Comparison of known skeletal material and sizes for five tyrannosaur specimens （页面存档备份，存于） at Skeletal Drawing.